# Белфридж, Седрик
Седрик Белфридж (англ. Cedric Belfrage; 8 ноября 1904 — 21 июня 1990) — английский кинокритик, журналист и левый политический активист, активно работавший также и в США. Советский шпион, вероятный шестой член знаменитой Кембриджской пятёрки.

## Биография

### Ранние годы
Седрик Хеннинг Белфридж (англ. Cedric Henning Belfrage) родился в районе Марилебон, Лондон, 8 ноября 1904 года в семье врача. Он учился в Gresham's School, Холт, Норфолк, затем поступил в колледж Корпус Кристи в Кэмбридже.
Ещё во время обучения в Кэмбридже он начал подрабатывать написанием статей в жанре кинокритики, которые публиковались в Kinematograph Weekly с 1924 года. В 1927 он переехал в Голливуд, устроившись на работу корреспондентом New York Sun и Film Weekly. В 1930 вернулся в Лондон в качестве пресс-агента Сэма Голдвина.
Снова попав в Голливуд, он начал проявлять политическую активность, вступил в Голливудскую Антинацистскую Лигу (en:Hollywood Anti-Nazi League) и сотрудничал в левом журнале (The Clipper). В 1937 попытался стать гражданином США, подав документы в соответствующие инстанции, но процесс так никогда и не был завершён.
В 1937 вступил в Коммунистическую партию США, однако через несколько месяцев отозвал своё членство, сохранив с организацией дружественные отношения, хотя иногда критиковал её. Впоследствии считал себя социалистом, но не коммунистом и не антикоммунистом. Американскую Компартию он, тем не менее, называл «ядром радикального движения».

### Вторая мировая война
Во время Второй мировой войны Седрик работал в «Британской Координационной Организации по Безопасности в Западном Полушарии» (контрразведывательное подразделение MI-6 в Нью-Йорке) (en:British Security Coordination, там же работал Ян Флеминг). После разгрома Нацистской Германии он был назначен офицером контроля прессы («press control officer») в англо-американское подразделение психологической борьбы (en:Psychological Warfare Division) и отправлен в Германию, чтобы помогать в процессе денацификации немецких газет.
Во Франкфурте Белфридж основал еженедельную газету Frankfurter Rundschau и там же познакомился с Джеймсом Аронсоном, журналистом из Бостона, также исповедовавшим радикальные взгляды Они подружились и вместе работали над перезапуском газет в Гейдельберге, Касселе, Штутгарте и Бремене, вынашивая одновременно планы о последующем создании в США собственного радикального издания. Не сразу, но эти планы были претворены в жизнь после возвращения обоих в Америку.

### National Guardian
Издание The National Guardian было основано Белфриджем, Джеймсом Аронсоном (James Aronson) и Джоном МакМанусом (John T. McManus) в 1948 для кампании выборов президента совместно с Генри Уоллесом (Henry Wallace).
Это была радикальная еженедельная газета, в 1967 году переименованная в The Guardian. Белфридж сотрудничал с ней до конца 60-х.

### Последние годы и смерть
В разгар маккартизма в 1953 году Белфридж был вынужден предстать перед комитетом HUAC (en:House Un-American Activities Committee). В 1955 он был депортирован назад в Англию. Его жена Молли уже была к тому времени депортирована. В 1961 году Белфридж прибыл на Кубу. В 1962 он предпринял путешествие по Латинской Америке, осев, в конце концов, в Мексике.
В 1973 Белфридж впервые после депортации приехал в США, чтобы рекламировать свою новую книгу «Американская Инквизиция» (The American Inquisition).
Затем он профессионально занялся испано-английскими переводами, стоит упомянуть перевод книги латиноамериканского писателя Эдуардо Галеано «Open Veins of Latin America». Белфридж продолжал писать практически до смерти.
Скончался он 21 июня 1990 года в Мексике, в возрасте 85 лет.

## Семья
Он и его жена Молли Кастл (англ. Molly Castle) имели двух детей — Салли Белфридж (стала публицистом, студенткой год жила в Москве, где сыграла роль британской девушки в фильме «Память сердца», работала переводчиком, оставила мемуары «Комната в Москве») и Николаса (винодел) (Nicolas). Также у него была дочь Анна-Мари Херц (англ. Anne-Marie Hertz (Zribi) от партнерши Анны-Мари Херц (англ. Anne-Marie Hertz).
Седрик был младшим братом актёра и ведущего новостей BBC Брюса Белфриджа (1900—1974).

## Связи с разведками и посмертные расследования
Согласно данным ФБР, в 1947 году Белфридж был допрошен о членстве в компартии США и связях с некоторыми лицами, подозреваемыми в шпионаже, а также своей деятельности во время войны.
В 1995 году были опубликованы перехваты, расшифрованные в рамках проекта Venona — англо-американского проекта по расшифровке советских разведывательных сообщений. Разведка США объявила, что за кодовым обозначением UNC/9 скрывается Белфридж.
Найденный в советских архивах документ 1948 года, известный как Gorsky Memo и семь расшифровок «Веноны» также свидетельствуют в пользу работы Белфриджа на советскую разведку Белфридж упоминается в шифровках КГБ 1943 года, когда СССР, Великобритания и США были военными союзниками, но советские агенты собирали информацию также и об американских и британских делах.

### В XXI веке
21 августа 2015 года Четвёртый Новостной Канал (англ. Channel 4 News, Великобритания) сообщил информацию о том, что Белфридж, вероятно, был одним из Кембриджских шпионов, которые во время Второй Мировой войны боролись с нацизмом, но также (и после её окончания) работали на Советы. Белфридж знал Гая Берджиса и, возможно, Кима Филби, он также пересекался с другими «Кембриджскими Апостолами» во время получения образования.
Эти сведения были почерпнуты из документов, обнародованных Национальным Архивом Великобритании (en:The National Archives (United Kingdom)). Из них следовало, что Белфридж во время войны работал на MI6, а также, что он шпионил в пользу Советского Союза.
Газета Financial Times назвала его шестым членом знаменитой Кэмбриджской пятёрки.

## Работы
- Away From It All. Gollancz, London, 1937; Simon and Schuster, 1937; Literary Guild, 1937 Penguin (Britain).
- Promised Land. Gollancz, London, 1937; Left Book Club, London, 1937; Republished by Garland, New York, Classics of Film Literature series, 1983.
- Let My People Go. Gollancz, London, 1937.
- South of God. Left Book Club, 1938.
- A Faith to Free the People. Modern Age, New York, 1942; Dryden Press, New York, 1944; Book Find Club, 1944.
- They All Hold Swords. Modern Age, New York, 1941.
- Abide With Me. Sloane Associates, New York, 1948; Secker and Warburg, London, 1948.
- Seeds of destruction; the truth about the U.S. occupation of Germany  Cameron and Kahn, New York, 1954.
- The Frightened Giant. Secker and Warburg, London, 1956.
- My Master Columbus. Secker and Warburg, 1961; Doubleday, New York, 1962; Editiones Contemporaneous, Mexico, (in Spanish).
- The Man at the Door With the Gun. Monthly Review, New York, 1963.
- The American Inquisition. Indianapolis, IN: Bobbs-Merrill, 1973.
- Something to Guard: The Stormy Life of the National Guardian, 1948—1967. With James Aronson. New York: Columbia University Press, 1978.